# 克里斯·斯基德莫爾

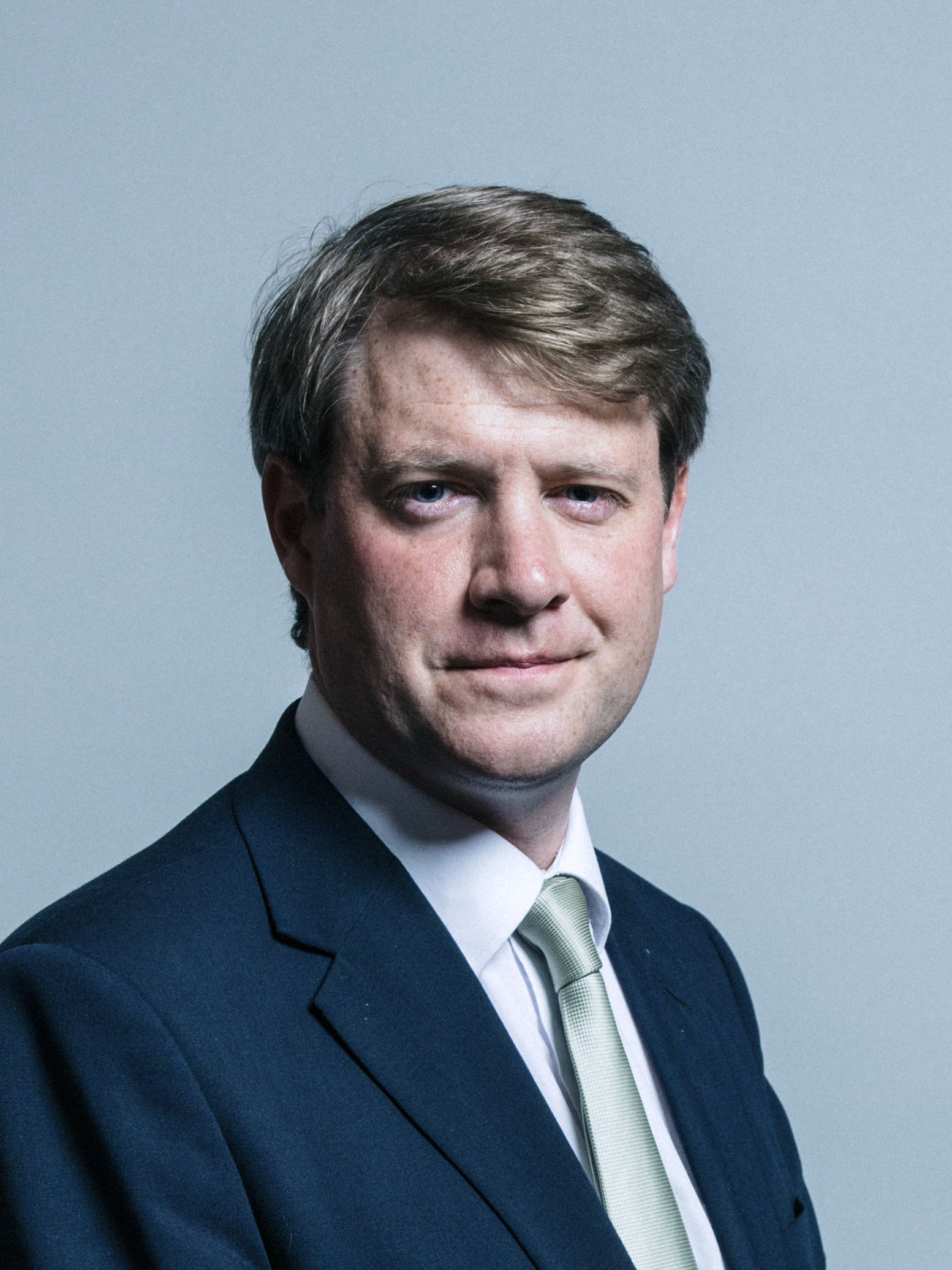

克里斯·斯基德莫爾（英語：Chris Skidmore，1981年5月17日—）是一位英國保守黨藉政治人物、作家和歷史學家。他在2010年至2024年間擔任京士活選區英國下議院議員。2019年獲委任為衞生部國務大臣。